# Екологічні питання в Китаї

Забруднення повітря, викликане промисловими підприємствами.

Екологічних питань в Китаї є багато, що сильно впливає на біофізичне середовище країни і здоров'я людини. Швидка індустріалізація, а також слабкий екологічний нагляд є основними факторами, що сприяють цим проблемам.
Китайський уряд визнав ці проблеми і зробив різні відповіді, які призвели до певних покращень, але відповіді були піддані критиці як неадекватні. Останніми роками зросла активність громадян проти урядових рішень, які сприймаються як екологічно шкідливі, а відставний чиновник від Комуністичної партії Китаю повідомив, що в 2012 році в Китаї відбулося понад 50 000 екологічних протестів.

## Екологічна політика
Центр американського прогресу описав екологічну політику Китаю подібно до політики Сполучених Штатів до 1970 року. Тобто, центральний уряд видає досить жорсткі правила, але фактичний моніторинг і виконання в значній мірі здійснюється органами місцевого самоврядування, які більше зацікавлені в економічному зростанні. Крім того, через обмежувальну поведінку недемократичного режиму Китаю, екологічна робота неурядових сил, таких як адвокати, журналісти та неурядові організації, сильно гальмується.
З 2002 року кількість скарг до екологічних органів зростала щороку на 30 % , досягаючи 600 000 у 2004 році. Тим часом, згідно зі статтею директора Інституту громадських та екологічних питань Ма в 2007 році, кількість масових протестів, викликаних екологічними проблемами, з кожним роком зростала на 29 % щороку. Зростаюча увага до екологічних питань змусила китайський уряд, проявити підвищений рівень занепокоєння до екологічних проблем та створення сталого зростання. Наприклад, у своєму щорічному зверненні в 2007 році прем'єр Китайської Народної Республіки Вень Цзябао зробив 48 згадок про «навколишнє середовище», «забруднення» і «охорону навколишнього середовища», а згодом було впроваджено більш суворі екологічні норми. Деякі субсидії для підприємств, що забруднюють навколишнє середовище, були скасовані, а деякі промислові підприємства, що забруднюють навколишнє середовище, були закриті. Проте, незважаючи на те, що впровадження технологій чистої енергії відбувалося, багато екологічних цілей було пропущено.

Після розгляду 2007 року промислові підприємства, що забруднювали навколишнє середовище, продовжували отримувати недорогий доступ до землі, води, електроенергії, нафти та банківські кредити, тоді як ринкові заходи, такі як надбавки на паливо та вугілля, не розглядалися урядом, незважаючи на їхній успішний досвід інші країни. Значний вплив корупції також перешкоджав ефективному виконанню, оскільки місцева влада ігнорувала розпорядження і гальмувала ефективність центральних рішень. У відповідь на складну екологічну ситуацію президент Ху Цзіньтао реалізував проект «Зелений ВВП», згідно з яким валовий внутрішній продукт Китаю був скоригований для компенсації негативних екологічних наслідків. Проте, програма втратила офіційний вплив навесні 2007 року внаслідок конфронтації даних. Провідний дослідник проекту стверджував, що провінційні керівники припинили програму, заявивши:
Чиновники не люблять бути вибудованими і розповіли, як вони не відповідають цілям керівництва... Їм було важко прийняти це.
У 2014 році Китай змінив свої закони про захист, щоб допомогти боротися із забрудненням та повернути екологічний збиток у країні.

## Проблеми
На водні ресурси Китаю впливають, як серйозний дефіцит кількості, так і сильне забруднення води. Зростаюче населення та швидке економічне зростання, а також слабкий екологічний контроль, збільшили попит на воду та її забруднення. Китай відреагував такими заходами, як швидка розбудова водної інфраструктури та посилення регулювання, а також вивчення низки подальших технологічних рішень. Використання води своїми вугільними електростанціями висушує Північний Китай.
За даними китайського уряду, у 2014 році 59,6 % об'єктів підземних вод мають надзвичайно низьку якість.
Дослідження 2016 року показало, що вода Китаю містить небезпечні кількості агента, що викликає рак, нітрозодиметиламіну (NDMA). У Китаї, NDMA вважається побічним продуктом місцевих процесів очищення води (які пов'язані з важким хлоруванням).

### Вирубка лісів
Хоча лісовий покрив Китаю становить лише 20 % країна має деякі з найбільших у світі лісових угідь, що робить її головною метою для збереження лісів. У 2001 році Програма Організації Об'єднаних Націй з питань навколишнього середовища (ЮНЕП) перерахувала Китай серед 15 країн з найбільшою кількістю «закритих лісів», тобто, незайманих, старих лісів або природних відробок. 12 % території Китаю, або більше 111 млн. Га, є закритим лісом. Однак, за оцінками ЮНЕП, 36 % закритих лісів Китаю стикаються з тиском через високу густоту населення, що робить зусилля щодо збереження особливо важливими. У 2011 році Conservation International перерахував ліси південно-західної провінції Сичуань як одну з десяти найбільш небезпечних лісових районів світу.
Згідно з китайським урядовим вебсайтом, центральний уряд інвестував понад 40 мільярдів юанів у період з 1998 по 2001 рік на захист рослинності, фермерських субсидій та перетворення сільськогосподарських угідь у ліс. У період між 1999 і 2002 роками Китай перетворив 7,7 млн га сільськогосподарських угідь у ліс.

### Гребля три ущелини
Три греблеві дамби виробляють 3 % електроенергії в Китаї, але переміщені будинки і викликали екологічні проблеми в місцевому середовищі.

### Прибережна рекультивація
Морське середовище Китаю, включаючи Жовте море і Південнокитайське море, вважаються одними з найбільш деградованих морських районів на землі. Втрата природних прибережних середовищ існування, внаслідок рекультивації земель, призвела до знищення понад 65 % припливних водно-болотних угідь навколо узбережжя Жовтого моря Китаю, приблизно за 50 років. Швидке розвиток узбережжя для сільського господарства , аквакультури та промислового розвитку вважаються основними факторами руйнування прибережних регіонів.

### Забруднення земель
Опустелювання залишається серйозною проблемою, яка споживає площу, більшу, ніж площа, що використовується як сільськогосподарська земля. Хоча в окремих районах опустелювання було припинено, воно продовжує розширюватися на рівні понад 67 км² щороку. 90 % опустелювання Китаю відбувається на заході країни. Приблизно 30 % площі поверхні Китаю — пустеля. Швидка індустріалізація Китаю може призвести до різкого зростання цієї галузі. Пустеля Гобі на півночі нині розширюється приблизно на 950 квадратних миль (2 500 км2) на рік. Великі рівнини на півночі Китаю регулярно затоплювалися Хуанхе. Однак надмірне випасання та розширення сільськогосподарських земель може призвести до збільшення цієї території. У 2009 році було підраховано, що понад 200 висотних озер в болоті Зойке, що забезпечує 30 % води річки Хуанхет, вичерпалися.
У 2001 році Китай ініціював проект «Зелена стіна Китаю». Це проект створення «зеленого поясу» завдовжки 4500 км з метою стримати наступ пустелі. Перший етап проекту — відновлення 9 млн акрів (36 тис. км²) лісу, буде завершено до 2010 року з розрахунковою вартістю 8 мільярдів доларів. Китайський уряд вважає, що до 2050 року він зможе відновити більшість пустельних земель у ліс. Проект є, можливо, найбільшим екологічним проектом в історії. Його також критикували за різними ознаками, наприклад, інші методи були більш ефективними.

У липні 2015 року Рада директорів з міжнародних зв'язків Азіатських досліджень Елізабет Економік, що пише в дипломаті, перерахувала забруднення ґрунтів як «бідного пасинка» китайського екологічного руху і поставила питання про те, чи будуть останні заходи Міністерства охорони навколишнього природного середовища адекватними чи ні, щодо боротьби з даною проблемою. У своїй книзі 2004 р. «Річка протікає чорна» вона пише:
...Вражаюче економічне зростання Китаю за останні два десятиліття різко виснажило природні ресурси країни і зробило стрімке зростання рівня забруднення. Деградація довкілля також сприяла значним проблемам охорони здоров'я, масової міграції, економічних втрат і соціальних заворушень.

### Зміна клімату
Позиція китайського уряду щодо зміни клімату є суперечливою. Китай є поточним найбільшим у світі випромінювачем діоксиду вуглецю, хоча він не є кумулятивним. Китай ратифікував Кіотський протокол, але оскільки країна, не включена в Додаток I, не зобов'язана обмежувати викиди парникових газів за умовами угоди.

### Забруднення

Глобальні викиди двоокису вуглецю в країні.

Різні форми забруднення зросли, тоді як Китай індустріалізував, що викликало широкі екологічні та медичні проблеми. Китай відреагував із збільшенням екологічних норм і розбудовою інфраструктури для очищення забруднюючих речовин, що призвело до поліпшення деяких змінних. З 2013 року Пекін, який лежить в топографічній чаші, має значну промисловість, і нагрівається з вугіллям, піддається повітряним інверсіям, що призводить до надзвичайно високих рівнів забруднення в зимові місяці. У відповідь на все більш проблемну проблему забруднення повітря, китайський уряд оголосив п'ятирічний план на 277 млрд доларів для вирішення цього питання. Особливу увагу приділятиме Північному Китаю, оскільки уряд має намір знизити викиди в атмосферу на 25 % до 2017 року в порівнянні з 2012 роком, у тих районах, де забруднення є особливо серйозним. Згідно з доповіддю, опублікованою Школою громадського здоров'я Грінпіс та Пекінського університету в грудні 2012 року, вугільна промисловість відповідає за найвищий рівень забруднення повітря (19 %), а потім викиди автомобіля (6 %). У січні 2013 року в Пекіні у Пекіні зросли до 993 мікрограмів на кубічний метр дрібних твердих частинок, що становлять найбільший ризик для здоров'я, у порівнянні з рекомендаціями Всесвітньої організації охорони здоров'я — не більше 25. За оцінками Світового банку, 16 найбільш забруднених міст світу знаходяться в Китаї.
Забруднення прибережних територій широко поширене, що призводить до зниження якості середовища проживання та збільшення шкідливого цвітіння водоростей. Найбільше цвітіння водоростей, зареєстровані в історії, відбулося в Китаї навколо Південного Жовтого моря в 2008 році і легко спостерігалося з космосу.
Зростання достатку є ще однією непрямою причиною забруднення. Зокрема, власність автомобілів різко зросла. У 2014 році Китай додав рекордних 17 мільйонів нових автомобілів до дороги, а власність автомобіля досягла 154 мільйонів.
Китай наразі має найбільше населення в світі, але зростання населення дуже повільно, частково, через політику щодо однієї дитини. Екологічні проблеми також негативно впливають на людей, що живуть у Китаї. Через викиди, що створюються із заводів, кількість людей із діагнозом «рак» у Китаї зросла. Рак легенів є найпоширенішою формою раку, від якого страждає населення. У 2015 році в країні було більше 4,3 млн нових випадків раку, і більше 2,8 млн людей померли від цієї хвороби.
Згідно зі статтею 2007 року, за період з 1980 по 2000 рік енергоефективність значно покращилася. Однак у 1997 році через побоювання рецесії були запроваджені податкові стимули та державне фінансування для швидкої індустріалізації. Це, можливо, сприяло швидкому розвитку дуже енергоефективної важкої промисловості. Китайські металургійні заводи використовували одну п'яту енергії на тонну порівняно із середньою міжнародною. Цемент потребував на 45 % більше енергії, а етилен — на 70 % більше, ніж у середньому. Китайські будівлі рідко мали теплову ізоляцію і використовували вдвічі більше енергії для нагрівання та охолодження, як у Європі та Сполучених Штатах у подібному кліматі. 95 % нових будівель не відповідали правилам Китаю щодо енергоефективності.
У звіті за 2011 рік за проєктом, проведеним Інститутом світових ресурсів, було сказано, що 11-й п'ятирічний план (2005—2010 рр.), у відповідь на погіршення енергоємності в 2002—2005 роках, поставив за мету поліпшення енергоємності на 20 %. У доповіді зазначено, що ця мета, ймовірно, була цілком або майже досягнута. У наступному п'ятирічному плані поставлена мета підвищення енергоємності на 16 %.
Опитування 2005—2006 рр. проф. Пітер Дж. Лі виявив, що багато методів ведення сільського господарства, які Європейський Союз намагається скоротити або усунути, є звичайним явищем у Китаї, включаючи ящики вагітності, клітки для батарейок, фуа-гра, раннє відлучення корів і відсікання вух / дзьоків / хвостів. Тваринництво в Китаї може перевозитися на великі відстані, і нині немає вимог щодо гуманного забою.
Китай виробляє близько 10 тисяч азіатських чорних ведмедів для виробництва жовчі — промисловість на суму близько 1,6 мільярда доларів на рік. Ведмеді постійно утримуються в клітках, а жовч витягується з розрізів у шлунках. Джекі Чан і Яо Мін публічно виступали проти витягування жовчі з ведмедів. У 2012 році понад 70 китайських знаменитостей взяли участь у петиції проти заявки на IPO від компанії Fujian Guizhentang Pharmaceutical Co.
Китай є найбільшою країною, що виробляє хутро Деякі хутрові звірі живі, а інші можуть бути побиті до смерті палицями.
За словами проф. Пітер Дж. Лі, кілька китайських зоопарків вдосконалюють свою практику добробуту, але багато хто залишається «застарілим», має погані умови, використовує живу їжу, і використовує тварин для виступів. Парки сафарі можуть годувати львів живими вівцями та птицею як видовище для натовпу.
У 2006 році Чжоу Пін з Національного народної конгресу представив перший загальнонаціональний закон про захист тварин у Китаї, але він не рухався вперед. У вересні 2009 року було введено перший комплексний Закон про захист тварин КНР, але він не досяг жодного прогресу.
За словами Джареда Даймонда, шість основних категорій екологічних проблем Китаю: забруднення повітря, проблеми з водою, проблеми ґрунту, руйнування середовища існування, втрата біорізноманіття та мегапроекти. Він також пояснив, що «Китай відзначається за частотою, кількістю, масштабами і пошкодженням природних катаклізмів». Деякі стихійні лиха в Китаї «тісно пов'язані з екологічними наслідками», особливо пилові бурі, зсуви, посухи та повені.

## Громадський активізм
У квітні 2012 року в південному місті Іньцзехай почалися протести після оголошення проекту будівництва електростанції в невеликому місті. Протестувальникам спочатку вдалося зупинити проект, вартістю 3,9 млрд юанів (387 млн фунтів стерлінгів), оскільки інше місто було обрано для розташування заводу. Однак мешканці другого місця також чинили опір, і влада повернулася до Іньгей. Другий раунд протестів стався у жовтні 2012 року, і поліція залучила агресивно близько 1000 демонстрантів з цього приводу, що призвело до 50 арештів і майже 100 поранень (за повідомленнями Інформаційного центру з прав людини і демократії, групової правозахисної групи у Гонконзі).
У відповідь на відпрацьований трубопровід для паперової фабрики в місті Qidong кілька тисяч демонстрантів протестували в липні 2012 року. За інформацією інформаційного агентства Сіньхуа, на початку 2013 року 16 мітингуючих із Qidong були засуджені до 12—18 місяців ув'язнення; однак 13 було надано відстрочку на тій підставі, що вони зізналися і покаялися.